# Cerdistus elegans
Cerdistus elegans là một loài ruồi trong họ Asilidae. Cerdistus elegans được Bigot miêu tả năm 1888. Loài này phân bố ở vùng Cổ Bắc giới.